# Nils-Eric Fougstedt

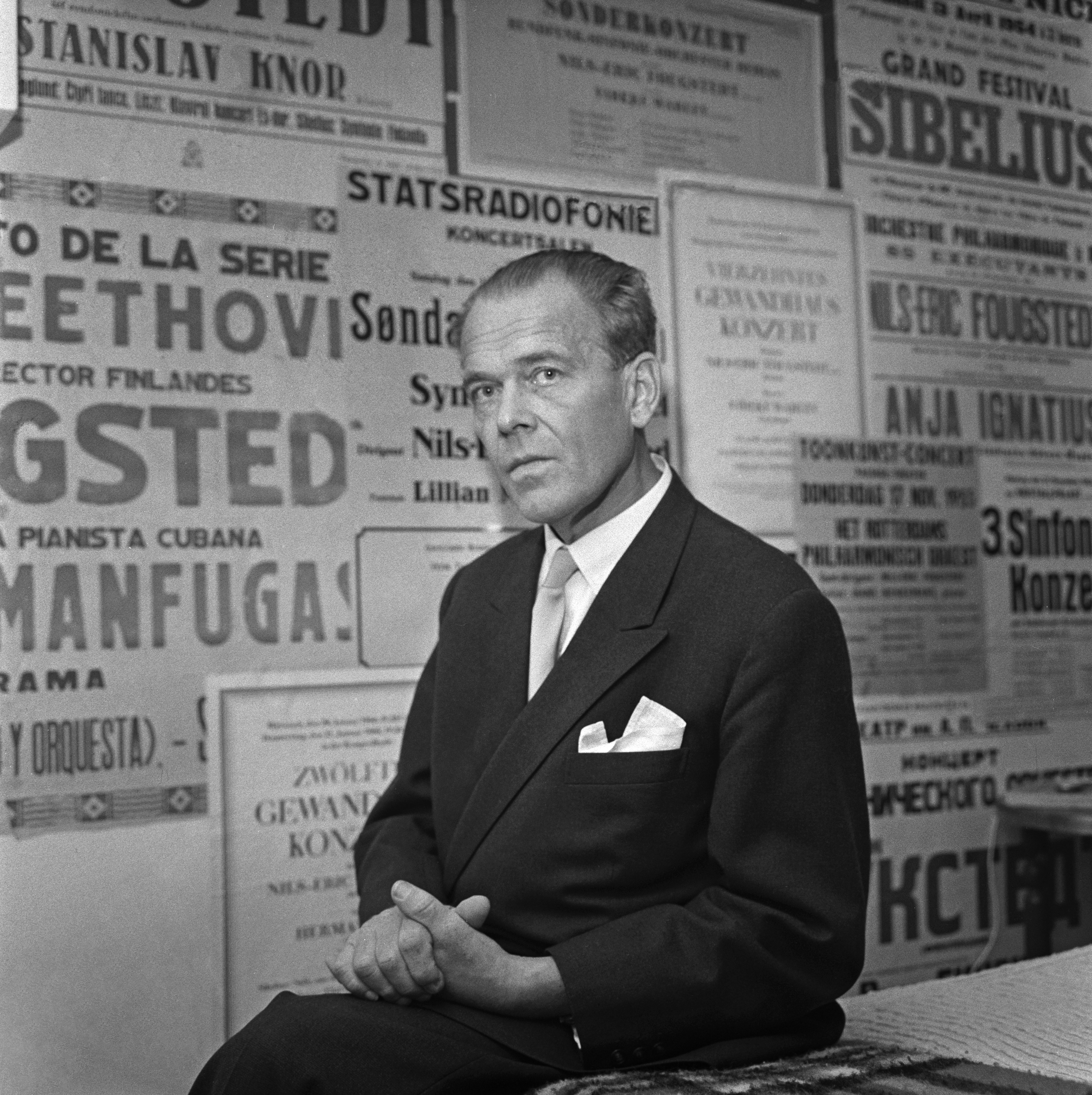
Nils-Eric Fougstedt im Jahr 1960.

Nils-Eric Fougstedt (* 24. Mai 1910 in Raisio bei Turku; † 12. April 1961 in Helsinki) war ein finnischer Dirigent und Komponist.
Fougstedt studierte an der späteren Sibelius-Akademie in Helsinki, in Salzburg, bei Max Trapp in Berlin, in Italien, Frankreich und den USA. Seit 1932 unterrichtete er an der Sibelius-Akademie. Seit 1938 war er außerdem Dirigent des finnischen Rundfunks und trat als Gastdirigent in vielen europäischen Ländern auf. 
Er komponierte zwei Sinfonien, ein Cello- und ein Klavierkonzert, eine Passacaglia, eine Orchestersuite, Variationen über ein finnisches Soldatenlied, Werke für Streichorchester, Kammermusik, Kantaten, Chöre und Lieder.